# Милан Цигановић
Милан Цигановић (Босански Петровац, 1888 — Трубарево, 1. септембар 1927) био је српски револуционар. Био је међу главним организаторима Сарајевског атентата на надвојводу Франца Фердинанда, извршеног на Видовдан, 1914. године.

## Биографија
Милан Цигановић рођен је у Босанском Петровцу 1888. године. Касније се преселио у Београд где је постао један од главних чланова Црне руке. Радио је заједно са пуковником Драгутином Димитријевићем Аписом, шефом српских тајних служби. Да би покривао своје шпијунске активности, Цигановић је био запослен као официр српских железница.
Цигановић је имао важну улогу у атентату на аустријског надвојводу Франца Фердинанда јер је 27. маја 1914. године Недељку Чабриновићу, Гаврилу Принципу и Трифку Грабежу испоручио четири револвера, шест бомби и бочицу отрова. Фердинанда и његову супругу Софију је 28. јуна 1914. године убио Гаврило Принцип. У тренутку хапшења и Принцип и Чабриновић су ухапшени и обојица их је испитивала полиција којој су дали име завереника. Међу њима је Мухамед Мехмедбашић који је успео да побегне, а Васо Чубриловић, Данило Илић, Чабриновић, Цвјетко Поповић и Мишко Јовановић ухапшени су, оптужени за издају и обешени.
После тога су Цигановић и мајор Војислав Танкосић именовани као стварни организатори атентата. Аустроугарска влада је 25. јула 1914. године тражила од српске владе да ухапси заверенике и пошаље их у Беч да би им судио аустријски суд. Истог дана је премијер Србије Никола Пашић обавестио аустроугарску владу да није у могућности да спроведе хапшење јер би таква акција нарушила устав Србије. Три дана касније Аустроугари су објавили рат Србији.
Српска влада је у међувремену послала Цигановића у Сједињене Америчке Државе ради безбедности током периода Првог светског рата. Вратио се кући 1919. године и од владе добио награду земљишта, оженио се и настанио се као пољопривредник.
Умро је 1. септембра 1927. године у Трубареву а по неким изворима у Београду.